# 스콧 호잉
스콧 리처드 호잉(영어: Scott Richard Hoying, 1991년 9월 17일 ~ )은 미국의 가수로 현재 펜타토닉스의 일원으로 활동하고 있다. 펜타토닉스의 일원인 미치 그래시와 함께 유튜브 채널 Superfruit을 운영한다.